# A4 (papierformaat)

A4 (A-formaten)

A4 is in Europa en Japan het meest gebruikte papierformaat van 210 bij 297 mm, behorend tot de A-standaard. De 4 duidt op het viermaal gehalveerd zijn van een vel A0-papier. Het formaat A0 heeft per definitie een oppervlakte van 1 m² en een lengte-breedteverhouding van √2:1. Derhalve heeft het formaat A4 een oppervlakte van ½ × ½ × ½ × ½ = 1/16 m² en dezelfde lengte-breedteverhouding als A0.
De term A4 is zo ingeburgerd dat men spreekt van een A4'tje. Het formaat was oorspronkelijk gedefinieerd door een DIN-normering (DIN 476 uit 1922) en is later door de ISO overgenomen als de huidige norm ISO 216. Met name in Duitsland wordt het formaat nog steeds wel met DIN A4 aangeduid.
In de VS, Canada, Mexico, Venezuela, de Filipijnen, Chili en Colombia gebruikt men een ander formaat, namelijk US Letter.

## Massa
Er wordt veel gebruikgemaakt van het zogenoemde 80-grams A4-papier; 80-grams papier is papier met een oppervlaktemassa van 80 g/m². Een vel 80-grams A0-papier heeft dus ook een massa van 80 gram, en een vel 80-grams A4-papier dus 8016 gram = 5 gram.